# Kenyon Martin
Kenyon Lee Martin (Saginaw, Michigan, 30 de desembre de 1977) és un exjugador de bàsquet de l'NBA estatunidenc. La seva posició natural és la d'aler pivot i porta a l'esquena el número 6. Destaca per ser un gran intimidador, per la seva capacitat atlètica, la seva habilitat taponadora i rebotadora a més dels seus poderosos remats.
L'estiu de 2015 va anunciar la seva retirada.